# Discografie van The Libertines
Dit is een discografie van The Libertines, een Britse rockband uit Londen. The Libertines werd in 1997 opgericht en bestond tijdens het hoogtepunt van hun populariteit uit Carl Barât (zang, gitaar), Pete Doherty (zang, gitaar), John Hassall (basgitaar) en Gary Powell (drums). Samen brachten ze 2 studioalbums, 4 ep's, 1 compilatie en 6 singles uit. Al deze producties zijn uitgevegen door platenmaatschappij Rough Trade Records. The Libertines gingen in 2004 uit elkaar, om verschillende nieuwe bands te vormen.

## Studioalbums
| Jaar                                                        | Album | Hitnoteringen | Hitnoteringen | Hitnoteringen | Hitnoteringen | Hitnoteringen | Hitnoteringen | Hitnoteringen | Hitnoteringen | Hitnoteringen | Hitnoteringen | Hitnoteringen |
| Jaar                                                        | Album | VK            | BEL           | DUI           | FRA           | NED           | NOR           | OOS           | VS            | VS Heat       | ZWE           | ZWI           |
| ----------------------------------------------------------- | --- | ------------- | ------------- | ------------- | ------------- | ------------- | ------------- | ------------- | ------------- | ------------- | ------------- | ------------- |
| 2002                                                        | Up the Bracket - Platenlabel: Rough Trade Records - Uitgave: 14 oktober 2002 - Formaten: cd, vinyl, cd/dvd (heruitgave) - Britse certificatie: goud     | 35            | —             | —             | 120           | —             | —             | —             | —             | 13            | 59            | —             |
| 2004                                                        | The Libertines - Platenlabel: Rough Trade Records - Uitgave: 30 augustus 2004 - Formaten: cd, vinyl, cd/dvd (heruitgave) - Britse certificatie: platina | 1             | 24            | 20            | 27            | 53            | 34            | 31            | 111           | 4             | 18            | 51            |
| "—" duidt aan dat het album de hitlijst niet heeft gehaald. | |               |               |               |               |               |               |               |               |               |               |               |

## Compilaties
| Jaar                                                        | Album | Hitnoteringen | Hitnoteringen | Hitnoteringen | Hitnoteringen | Hitnoteringen | Hitnoteringen | Hitnoteringen | Hitnoteringen | Hitnoteringen | Hitnoteringen | Hitnoteringen |
| Jaar                                                        | Album | VK            | BEL           | DUI           | FRA           | NED           | NOR           | OOS           | VS            | VS Heat       | ZWE           | ZWI           |
| ----------------------------------------------------------- | --- | ------------- | ------------- | ------------- | ------------- | ------------- | ------------- | ------------- | ------------- | ------------- | ------------- | ------------- |
| 2007                                                        | Time for Heroes - The Best of The Libertines - Platenlabel: Rough Trade Records - Uitgave: 29 oktober 2007 - Formaten: cd, vinyl | 23            | —             | —             | —             | —             | —             | —             | —             | —             | —             | —             |
| "—" duidt aan dat het album de hitlijst niet heeft gehaald. | |               |               |               |               |               |               |               |               |               |               |               |

## Ep's
| I Get Along EP                                                                                       |
| 1 september 2003                                                                                     |
| 1. "I Get Along" 2. "Don't Look Back Into The Sun" 3. "The Delaney" 4. "Mayday" 5. "Skag & Bone Man" |
| Alleen uitgebracht in de Verenigde Staten op cd en vinyl. Geproduceerd door Mick Jones.              |

| Don't Look Back into the Sun/Death on the Stairs EP |
| 29 september 2003 |
| 1. "Don't Look Back into the Sun" 2. "Death on the Stairs" (alternatief) 3. "Skint and Minted" (demo) 4. "General Smuts" (demo) 5. "Mr. Finnegan" (demo) 6. "7 Deadly Sins" (demo) 7. "Plan A" 8. "I Get Along" (video) |
| Alleen uitgebracht in Japan. Geproduceerd door Bernard Butler en Mick Jones. |

| What Became of the Likely Lads EP |
| 2005 |
| 1. "What Became of the Likely Lads" (alternatief) 2. "Skag and Bone Man" (live) 3. "Time for Heroes" (live) 4. "The Delaney" (live) 5. "Boys In The Band" (live) 6. "Don't Look Back Into The Sun" (Mick Jones versie) 7. "What Became of the Likely Lads" (albumversie) |
| Alleen uitgebracht in de Verenigde Staten. Live-opnamen gemaakt op 6 maart 2004 in Brixton Academy. |

## Singles
| "What a Waster"                                                              |
| 3 juni 2002                                                                  |
| Cd: 1. "What a Waster" 2. "I Get Along" 3. "Mayday"                          |
| Vinyl: 1. "What a Waster" 2. "I Get Along"                                   |
| Geproduceerd door Bernard Butler. Behaalde plaats 37 in de UK Singles Chart. |

| "Up the Bracket"                                                            |
| 30 september 2002                                                           |
| cd-single 1: 1. "Up the Bracket" 2. "Boys in the Band" 3. "Skag & Bone Man" |
| cd-single 2: 1. "Up the Bracket" 2. "The Delaney" 3. "Plan A"               |
| Vinyl: 1. "Up the Bracket" 2. "Boys in the Band"                            |
| Geproduceerd door Mick Jones. Behaalde plaats 29 in de UK Singles Chart.    |

| "Time for Heroes"                                                                  |
| 13 januari 2003                                                                    |
| cd-single 1: 1. "Time for Heroes" 2. "General Smuts" (demo) 3. "Bangkok" (demo)    |
| cd-single 2: 1. "Time for Heroes" 2. "Mr. Finnegan" (demo) 3. "Sally Brown" (demo) |
| Vinyl: 1. "Time for Heroes" 2. "7 Deadly Sins" (demo)                              |
| Geproduceerd door Mick Jones. Behaalde plaats 20 in de UK Singles Chart.           |

| "Don't Look Back into the Sun"                                                                                  |
| 18 augustus 2003                                                                                                |
| cd-single 1: 1. "Don't Look Back Into The Sun" 2. "Death on the Stairs" (alternatief) 3. "Tell the King" (demo) |
| cd-single 2: 1. "Don't Look Back Into The Sun" 2. "Skint and Minted" (demo) 3. "Mockingbird"                    |
| Vinyl: 1. "Don't Look Back Into The Sun" 2. "Death on the Stairs" (alternatief)                                 |
| Geproduceerd door Bernard Butler. Behaalde plaats 29 in de UK Singles Chart.                                    |

| "Can't Stand Me Now"                                                                                |
| 9 augustus 2004                                                                                     |
| cd-single 1: 1. "Can't Stand Me Now" 2. "Cyclops" 3. "Dilly Boys"                                   |
| cd-single 2: 1. "Can't Stand Me Now" 2. "Never Never" 3. "All At Sea" (alleen beschikbaar in de VS) |
| Vinyl: 1. "Can't Stand Me Now" 2. "(I've Got) Sweets"                                               |
| Geproduceerd door Mick Jones. Behaalde plaats 2 in de UK Singles Chart.                             |

| "What Became of the Likely Lads"                                                                                               |
| 9 augustus 2004 |
| cd-single 1: 1. "What Became of the Likely Lads" 2. "Skag & Bone Man" (Live in Brixton) 3. "Time for Heroes" (Live in Brixton) |
| cd-single 2: 1. "What Became of the Likely Lads" (Alternatief) 2. "The Delaney" (Live in Brixton)                              |
| Vinyl: 1. "What Became of the Likely Lads" 2. "Boys In The Band" (Live in Brixton)                                             |
| Geproduceerd door Mick Jones. Behaalde plaats 9 in de UK Singles Chart.                                                        |

### Muziekvideo's
| Jaar | Nummer                           | Regisseur                      |
| ---- | -------------------------------- | ------------------------------ |
| 2002 | "Up the Bracket"                 | Gina Birch                     |
| 2003 | "Don't Look Back into the Sun"   | Alexander Strickland-Clarke    |
| 2003 | "Time for Heroes"                | Gina Birch                     |
| 2003 | "I Get Along"                    | Gina Birch                     |
| 2004 | "Can't Stand Me Now"             | Douglas Hart en Becky Hastings |
| 2004 | "What Became of the Likely Lads" | Johan Renck                    |

## Dvd's
| Jaar | dvd                                                                             |
| ---- | ------------------------------------------------------------------------------- |
| 2003 | Up the Bracket (bonus-dvd) - Label: Rough Trade - Uitgebracht: 8 september 2003 |
| 2004 | Boys in the Band - Label: Rough Trade - Uitgebracht: 22 november 2004           |

## Demo's en internetsessies

### Demo's
| Jaar      | Informatie |
| --------- | --- |
| 1997-2001 | Odessa Studio Recordings 1 1. "Breck Road Lover" 2. "Pay the Lady" 3. "Music When the Lights Go Out" |
| 1997-2001 | Odessa Studio Recordings 2 1. "Music When the Lights Go Out" 2. "Hooray! For the 21st Century" 3. "Love on the Dole" 4. "Anything But Love" 5. "7 Deadly Frenchmen" 6. "(TAG)" 7. "France" 8. "You're My Waterloo" 9. "Men in White Coats" |
| 1997-2001 | EMI Studio Demos 1. "Bucket Shop" 2. "Sister, Sister" |
| 1997-2001 | River Audio, London 1. "Lust of the Libertines" 2. "Kitte" 3. "Glee Maloyer" 4. "Lean as a Runner Bean" 5. "The Domestic" |
| 1997-2001 | Legs 11 1. "Music When the Lights Go Out" 2. "Hooray! For the 21st Century" 3. "Love on the Dole" 4. "Bucket Shop" 5. "Sister, Sister" 6. "Anything But Love" 7. "France" 8. "7 Deadly Frenchmen"                                          |
| 1997-2001 | Vroege demo's 1. "Smashing" (met Lula Camus) 2. "Never Never" (Hancock-versie) |
| 1997-2001 | Endeacott's Demo 1. "Mocking Bird" 2. "Thru The Looking Glass" |
| 2001      | Nomis Demos 1 1. "I Get Along" 2. "Time For Heroes" 3. "Never Never" 4. "Horrorshow" 5. "Boys in the Band" |
| 2002      | Nomis Demos 2 1. "I Get Along" 2. "Time For Heroes" 3. "Never Never" 4. "Horrorshow" 5. "Boys in the Band" |
| 2002      | Rak Revisited 1. "Boys in the Band" 2. "Horrorshow" 3. "I Get Along" 4. "Time For Heroes" 5. "Death on the Stairs" 6. "Death on the Stairs" (alternatief) 7. "Skag + Bone Man"                                                             |
| 2003      | French Sessions 1. "Narcissist" 2. "_Cocked Boy" 3. "The Ha Ha Wall" 4. "Through the Looking Glass" |
| 2003      | 2 juni 2003 1. "8 Days a Week Monitor Mix" 2. "8 Days a Week Monitor Mix" (alternatief) |

### Internetsessies
De Babyshambles Sessions waren een reeks opnamen die gemaakt werden in New York in mei 2003. De opnamen werden na afronding aan een fan (Helen Hsu) gegeven, die ze daarop op het internet plaatste.
| Informatie |
| --- |
| Babyshambles Sessions CD 1 1. "Babyshambles" (Take 1) 2. "Road To Ruin" 3. "Babyshambles" (Take 2) 4. "Don't Look Back Into the Sun" (Versie 1) 5. "What Katie Did" 6. "Don't Look Back Into the Sun" (Versie 2) 7. "Last Post on the Bugle" 8. "Side of the Road" 9. "Back From the Dead" 10. "The Man Who Would Be King" 11. "I Got Sweets" (instrumentaal) 12. "All At Sea" (Take 1) 13. "All At Sea" (Take 2) 14. "Do You Know Me (I Don't Think So)" 15. "Campaign of Hate" 16. "Love Reign O'er Me"/"Bilo Song" 17. "In Love With A Feeling" (Versie 1) 18. "Instrumental" 19. "In Love With A Feeling" (Versie 2) 20. "I Love You (But You're Green)" 21. "That Bowery Song" (a.k.a. "Merry Go Round") |
| Babyshambles Sessions CD 2 1. "Albion" 2. "Albion" (intro) 3. "Albion" (sans Biggles) 4. "France" (Take 1) 5. "France" (Take 2) 6. "France" (Take 3) 7. "The Good Old Days" (akoestisch) 8. "Skag & Bone Man" (akoestisch) 9. "Instrumental" 10. "Instrumental" 11. "Oh pigman where art thou?" (vroege versie van "What Became of the Likely Lads") 12. "What A Waster" (akoestisch, gezongen door Adam Green) 13. "Who's Got The Crack" (cover van Moldy Peaches) 14. verzameling verschillende nummers 15. verzameling verschillende nummers |
| Babyshambles Sessions CD 3 1. "Playing Around With a Piano" (a.k.a. "Back From the Dead") 2. "I Got Sweets" 3. "The Coral Medley" 4. "Killamangiro" |

## Nummers
Dit is een alfabetisch overzicht van alle nummers van The Libertines die uitgebracht zijn via alle mogelijke kanalen (cd's, demo's en het internet, bijvoorbeeld). In de tweede kolom staat de opname waarop het nummer voor het eerst is verschenen. Sommige nummers zijn meerdere malen verschenen of zijn door Pete Doherty gebruikt voor zijn band Babyshambles.
| Overzicht Libertines-nummers              | Overzicht Libertines-nummers             |
| ----------------------------------------- | ---------------------------------------- |
| _ Cocked Boy                              | French Sessions                          |
| 7 Deadly Frenchmen                        | Odessa Studio Recordings                 |
| 8 Days A Week Monitor Mix                 | Onbekende demo                           |
| (TAG)                                     | Odessa Studio Recordings                 |
| Albion                                    | Babyshambles Sessions                    |
| All At Sea                                | Babyshambles Sessions                    |
| Anything But Love                         | Odessa Studio Recordings                 |
| Arbeit Macht Frei                         | The Libertines                           |
| Babyshambles                              | Babyshambles Sessions                    |
| Back From The Dead                        | Babyshambles Sessions                    |
| Bangkok                                   | Nomis Demos 2                            |
| Begging                                   | Up the Bracket                           |
| Bound Together                            | Unreleased The Libertines                |
| The Bowery Song a.k.a. Merry Go Round     | Babyshambles Sessions                    |
| The Boy Looked at Johnny                  | Up the Bracket                           |
| Boys In The Band                          | Up the Bracket                           |
| Breck Road Lover                          | Odessa Studio Recordings                 |
| Bucket Shop                               | EMI Studios Demos                        |
| Campaign of Hate                          | The Libertines                           |
| Can't Stand Me Now                        | The Libertines                           |
| Cyclops                                   |                                          |
| Death On The Stairs                       | Up the Bracket                           |
| Dilly Boys                                |                                          |
| The Delaney                               |                                          |
| The Domestic                              | River Audio Rehearsal                    |
| Do You Know It's Me (I Don't Think So)    | Babyshambles Sessions                    |
| Don't Be Shy                              | The Libertines                           |
| Don't Look Back Into The Sun              | "Don't Look Back Into The Sun cd-single" |
| France                                    | Odessa Studio Recordings                 |
| General Smuts                             | Nomis Demos 2                            |
| Glee Maloyer                              | River Audio Rehearsal                    |
| The Good Old Days                         | Up the Bracket                           |
| The Ha Ha Wall                            | The Libertines                           |
| Hooligans on E                            | Unreleased The Libertines                |
| Hooray! For The 21st Century              | Odessa Studio Recordings                 |
| Horror Show                               | Up the Bracket                           |
| I Got Sweets                              | Babyshambles Sessions                    |
| I Love You                                | Babyshambles Sessions                    |
| In Love With A Feeling                    | Babyshambles Sessions                    |
| Killamangiro                              | Babyshambles Sessions                    |
| Kitte                                     | River Audio Rehearsal                    |
| Last Post on the Bugle                    | The Libertines                           |
| Lean As A Runner Bean                     | River Audio Rehearsal                    |
| Love For The Dole                         | Odessa Studio Recordings                 |
| Love Reign O'er Me/Bilo Song              | Babyshambles Sessions                    |
| Lust Of The Libertines                    | River Audio Rehearsal                    |
| The Man Who Would Be King                 | The Libertines                           |
| Mayday                                    |                                          |
| Men In White Coats                        | Odessa Studio Recordings                 |
| Mocking Bird                              | Endeacott's Demo                         |
| Mr Finnegan                               | Nomis Demos 2                            |
| Music When the Lights Go Out              | The Libertines                           |
| Narcissist                                | The Libertines                           |
| Never Never                               | Rough Trade Demos                        |
| Pay the Lady                              | Odessa Studio Recordings                 |
| Plan A                                    |                                          |
| Road To Ruin                              | The Libertines                           |
| Radio America                             | Up the Bracket                           |
| The Saga                                  | The Libertines                           |
| Side Of The Road                          | Babyshambles Sessions                    |
| Sister, Sister                            | EMI Studios Demos                        |
| Skag and Bone Man                         |                                          |
| Skint + Minted                            | Nomis Demos 2                            |
| Smashing (met Lula Camus)                 | Onbekende demo                           |
| Tell the King                             | Up the Bracket                           |
| Thru The Looking Glass                    | Endeacott's Demo                         |
| Time For Heroes                           | Up the Bracket                           |
| Tomblands                                 | The Libertines                           |
| Up The Bracket                            | Up the Bracket                           |
| Vertigo                                   | Up the Bracket                           |
| What A Waster                             | Up the Bracket                           |
| What Became Of The Likely Lads            | The Libertines                           |
| What Katie Did                            | The Libertines                           |
| Who's Got The Crack (Moldy Peaches cover) | Babyshambles Sessions                    |
| Wolfman                                   | Unreleased Up the Bracket                |
| You're My Waterloo                        | Odessa Studio Recordings                 |